# Garda Pretoriană

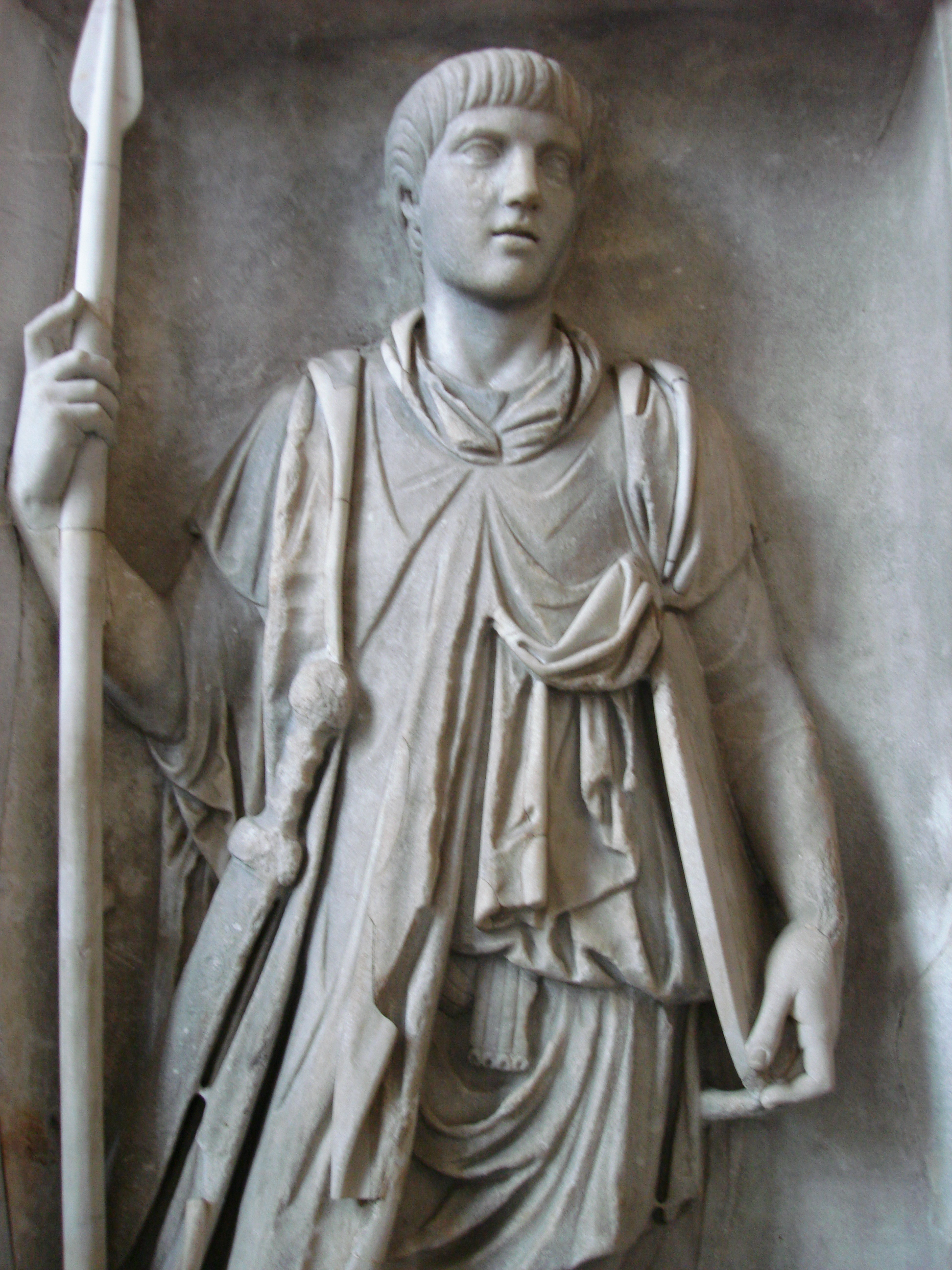
Soldat din garda pretoriană a lui Traian.

Garda Pretoriană (în latină PRÆTORIANI) a fost o forță militară formată din gărzi și folosită în Imperiul Roman pentru paza și securitatea împăratului. La început Garda Pretoriană a fost folosită pentru paza generalilor romani până la ascendența familiei Scipio în jurul anului 275 î.Hr.
A fost desființată de împăratul Constantin I, în anul 312, ca urmare a implicãrii lor în desemnarea împăraților sau asasinarea lor.
Termenul Pretoria a derivat de la Praetorium - baraca comandantului general (sau pretor) din armată romană.

## Legături externe
- Garda Pretoriană era poliția secretă a Imperiului Roman Arhivat în 4 octombrie 2013, la Wayback Machine., Historia,